# Iain Douglas-Hamilton
Iain Douglas-Hamilton CBE, né le 16 août 1942 à Ferne House, près de Shaftesbury (Angleterre), est un zoologiste britannique connu pour ses études sur les éléphants. Il fonde en 1993 l'ONG Save the Elephants et est considéré comme un pionnier dans la protection de ces derniers, notamment contre le braconnage.

## Biographie
Iain Douglas-Hamilton est titulaire d'un baccalauréat universitaire en sciences en biologie et d'un doctorat en zoologie de l'Oriel College de l'université d'Oxford.
Captivé par les éléphants depuis son enfance, il part les étudier en Afrique en 1965,. Dans le parc national du lac Manyara en Tanzanie, il recense les populations d'éléphants de savane d'Afrique et étudie leurs migrations et leur mode de vie.
En 1969, il rencontre sa femme, Oria ; ils s'établissent en Tanzanie où ils ont deux filles, Saba (née en 1970) et Dudu (1971), puis déménagent au Kenya (en milieu rural puis à Nairobi),.
En 1979, il est le premier à tenter un recensement des populations d'éléphant dans l'ensemble du continent africain ; il aboutit à une estimation — sujette à débats, — d'1,3 million d'individus.
En 1986, Iain Douglas-Hamilton est le principal initiateur — avec différentes instances du Programme des Nations unies pour l'environnement (PNUE) et de l'Union internationale pour la conservation de la nature (UICN) — de l'African Elephant Database, une base de données destinée à surveiller l'évolution des populations d'éléphants,.
Durant la décennie 1980, il alerte, en même temps que d'autres scientifiques, sur la baisse conséquente de la population d'éléphants, qui serait passée d'environ 1,3 million d'individus en 1979 à 735 000 en 1988, voire 625 000 en 1989.
En 1988, il ne s'affirme pas en faveur d'une interdiction totale du commerce de l'ivoire, à laquelle sont très réfractaires les dirigeants africains, mais milite pour un encadrement de celui-ci. Il se prononce finalement en faveur d'une telle interdiction, décidée par la Convention sur le commerce international des espèces de faune et de flore sauvages menacées d'extinction (CITES) en octobre 1989.
Iain Douglas-Hamilton fonde en 1993 l'ONG de protection des éléphants Save the Elephants. Il poursuit son activité de recherche et de militantisme jusqu'aux années 2010.

## Distinctions
En 2010, il reçoit la médaille « Lily » du prix Indianapolis, décernée par le zoo d'Indianapolis. En 2015, il est fait Commandeur de l'Empire britannique.